# (8522) 1992 ML
(8522) 1992 ML là một tiểu hành tinh vành đai chính. Nó được phát hiện bởi Gregory J. Leonard ở Đài thiên văn Palomar ở Quận San Diego, California, ngày 25 tháng 6 năm 1992.